# Guerra de Troia

Mapa que mostra l'Imperi hitita, Ahhiyawa (possiblement els aqueus (Homer) i Wilusa (Troia)

La Guerra de Troia és un conflicte bèl·lic descrit a la mitologia grega succeït als finals de l'Edat del Bronze (segle XII o XIII aC) en què una confederació de pobles i reis aqueus (és a dir, grecs) assetjaren durant deu anys, i finalment capturaren, la ciutat de Troia, a l'Àsia Menor. Es tracta de l'esdeveniment més destacat de la mitologia clàssica, principalment perquè fou l'escenari d'una de les  composicions poètiques més importants de la literatura grega, la Ilíada. L'altre poema atribuït a Homer, l'Odissea, narra les vicissituds de la tornada de la Guerra de Troia de l'heroi Odisseu, també conegut per Ulisses.
La història narra els fets ocorreguts entre el rapte d'Helena d'Esparta, causa principal de la guerra, i el retorn dels herois grecs a les seves llars, el més famós dels quals és el d'Ulisses, narrat en l'Odissea. No obstant això, episodis com les noces de Tetis i Peleu, el Judici de Paris o el Jurament de Tindàreu també es consideren part del cicle, perquè són l'origen de diversos episodis rellevants dins la guerra. Altres episodis rellevants relacionats amb la guerra són el Sacrifici d'Ifigènia, la ira d'Aquil·les (tema principal de la Ilíada) o l'episodi del Cavall de Troia.
Aparentment, els antics jutjaven com a certs tots els episodis i personatges relacionats amb la guerra, la qual solien datar entre els segles xiii i xii aC. No obstant això, la historiografia moderna va posar seriosament en dubte l'existència de la guerra i, fins i tot, a mitjan segle xix hom dubtava de la mateixa existència de la ciutat. Però, d'ençà que el 1870 l'arqueòleg alemany Heinrich Schliemann va localitzar i excavar Troia, l'arqueologia no ha cessat d'aportar petites proves que afegeixen historicitat al relat homèric.
Modernament hi ha consens a identificar els aqueus homèrics amb la civilització micènica i a considerar verídica certa guerra (ocorreguda a l'entorn del 1180 aC) que destruí la ciutat de Troia VII, però la historicitat d'altres detalls roman subjecta al debat acadèmic. Concretament, hom ha fet notar la coincidència temporal de la guerra amb el col·lapse de l'edat del bronze, la caiguda dels palaus micènics i l'aparició dels pobles de la mar.

## Antecedents

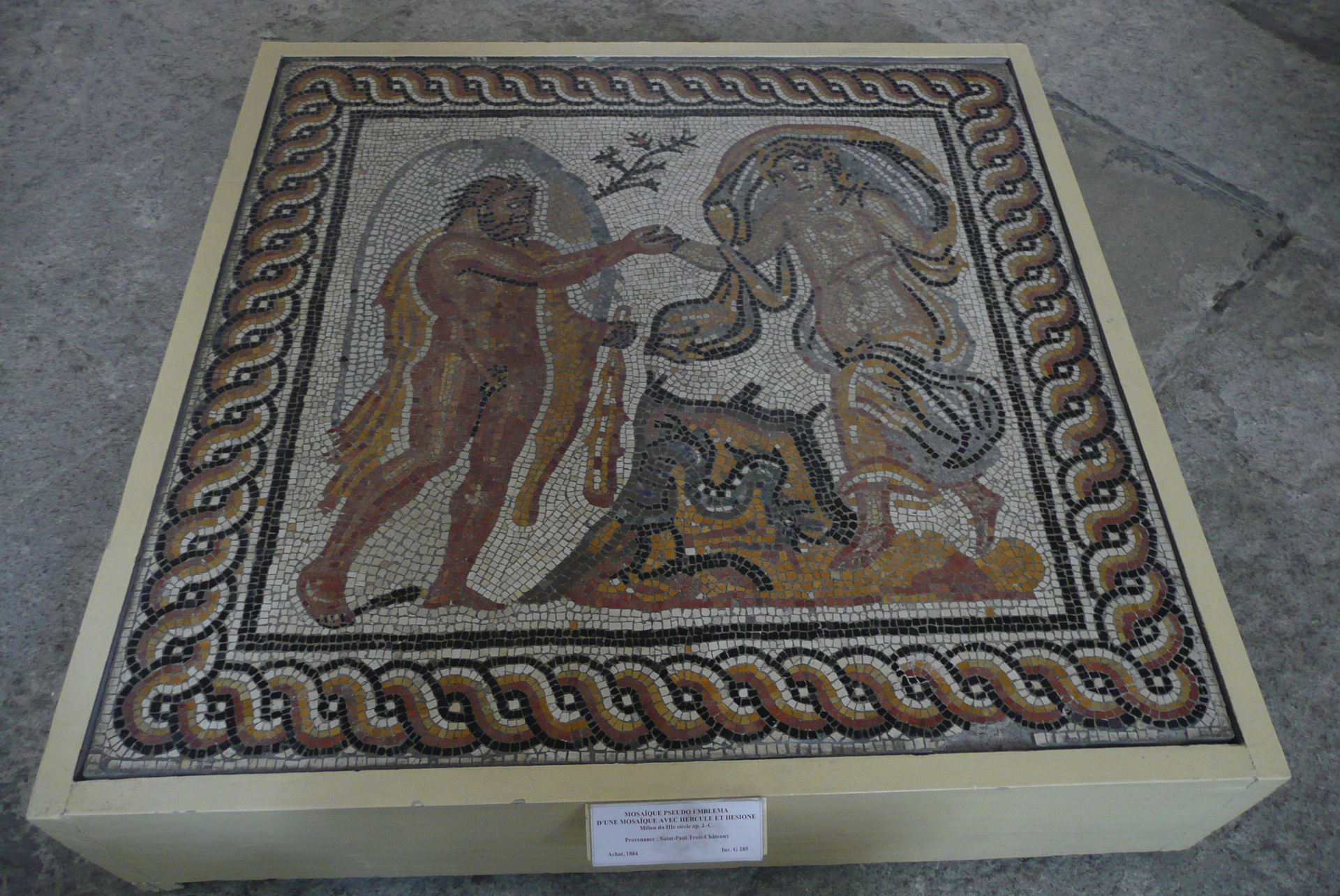
Hèracles i Hesíone

Segons la mitologia grega, durant el regnat de Laomedont, Apol·lo i Posidó es rebel·laren contra Zeus. Aquest els castigà a esdevenir durant un any esclaus del rei de Troia.
Laomedont els ordenà construir una muralla indestructible per a Troia. En aquesta tasca foren ajudats pel semidéu Èac, ja que el monarca havia promès a canvi una bona recompensa. Quan van acabar, el rei els negà la paga promesa i Posidó envià un monstre marí per menjar-se la filla del rei, Hesíone.
Davant la por dels ciutadans, Hesíone sortí de Troia per lliurar-se al monstre, però, en aquell instant, passava Hèracles. Laomedont li oferí la mà de la seva filla si la salvava. Un cop mort el monstre, el rei negà la seva filla a Hèracles. Aquest, enfurismat, matà Laomedont i tots els seus fills (excepte Príam, futur rei) i s'endugué Hesíone a casa d'Èac (també enganyat per Laomedont) i la va casar amb el fill d'Èac, Telamó.
Príam va demanar durant molts anys el retorn de la seva germana, però ella estava feliçment casada i va tenir un fill, Teucre.

### Peleu i Tetis, la poma i el judici de Paris

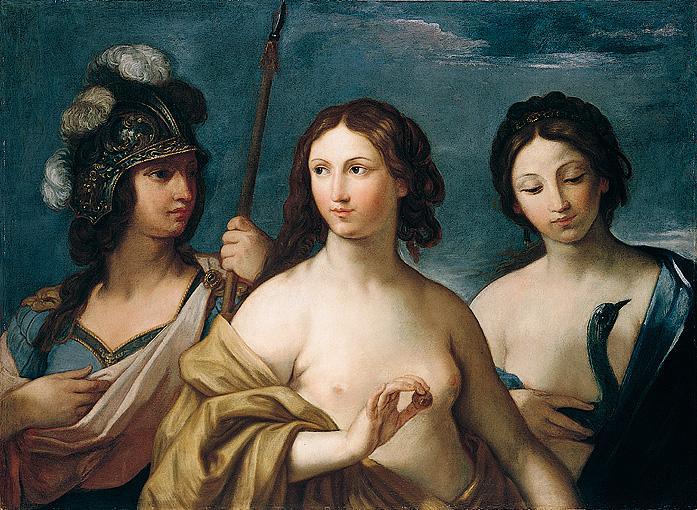
Hera, Atena, i Afrodita al judici de Paris, pintura de 1638

Zeus havia esdevingut rei dels déus en derrotar el seu pare, Cronos. Al seu torn, Cronos havia derrotat el seu pare, Urà. Zeus temia que un fill seu en seguís l'exemple, i per això, quan va sentir una profecia que augurava que el fill de la nimfa Tetis (que era la seva amant) seria més gran que el seu pare, va fer casar immediatament Tetis amb un vell rei decrèpit, Peleu.
Tots els déus van ser convidats al casament de Peleus i Tetis, excepte Eris, la Discòrdia. Ofesa, va fer-se invisible i va deixar sobre la taula una poma daurada en què hi havia inscrit el mot ΚΑΛΛΊΣΤΗΙ («kallístêi» 'per a la més bella'). La poma va ser reclamada per Hera, Atena i Afrodita. Van discutir agrament sobre a qui pertocava, i cap dels déus no va gosar aventurar cap opinió a favor d'una contendent per por d'ofendre'n les altres dues. Finalment, Zeus va ordenar que la disputa es tancaria amb el judici de Paris, príncep de Troia, que havia estat educat com a pastor perquè una profecia havia predit que causaria la caiguda de la ciutat. Les dees van intentar subornar el pastor: Atena va oferir-li saviesa i habilitat en la batalla, Hera poder polític i el control de tota l'Àsia, i Afrodita va oferir-li l'amor de la dona més bonica del món. Paris va donar la poma a Afrodita i, després, va tornar a Troia.
De Peleu i Tetis en naixeria un fill, Aquil·les. Va profetitzar-se que moriria jove, i a Troia. Amb l'esperança de protegir-lo mentre encara era un infant, la seva mare el va banyar al riu Estix, fent-lo invulnerable a tot arreu excepte al taló per on l'estava subjectant. En créixer es convertí en el guerrer més poderós de tots els mortals.

### La fugida de Paris i Helena

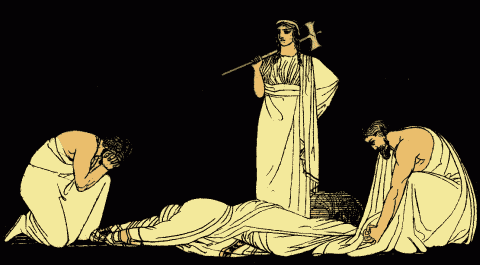
Agamèmnon sacrificà als déus la seva filla Ifigenia per a tenir sort abans d'anar a la Guerra de Troia. En revenja, a la tornada, la seva dona i mare d'Ifigenia, Clitemnestra, el matà

Afrodita va concedir a Paris l'amor de la dona més bonica del món, que era Helena, una de les filles del rei d'Esparta Tindàreu. La seva mare era Leda, que havia estat seduïda per Zeus prenent la forma d'un cigne, i no és clar quins dels quatre fills de Leda eren de Zeus i quins de Tindàreu. Helena tenia molts pretendents, i son pare temia escollir-ne cap per por que els altres responguessin violentament. Al final, un dels pretendents, Odisseu (llatí: Ulisses) d'Ítaca, va proposar un pla per solucionar el dilema: tots els pretendents van haver de jurar, no sense protestes, que defensarien el matrimoni d'Helena, fos qui fos l'escollit.
Helena va triar Menelau, que ja vivia amb el seu germà Agamèmnon a la cort de Tindàreu des que havien estat exiliats de la seva terra d'Argos, quan el seu oncle havia mort el seu pare i n'havia usurpat el tron. Menelau va heretar el tron d'Esparta, amb Helena com la seva reina, i Agamèmnon va casar-se amb la germana d'Helena, Clitemnestra i va recuperar el tron d'Argos.
En una missió diplomàtica a Esparta, Paris va enamorar-se d'Helena i, amb l'ajut d'Afrodita, la va segrestar o seduir (les versions varien) i se la va emportar a Troia com a esposa. Menelau va enviar un missatger a Troia demanant el retorn d'Helena, però el rei Príam, recordant la seva germana Hesíone, va negar-se a tornar-la. D'aquesta manera, tots els reis i prínceps de Grècia van ser reclamats per complir el seu jurament i rescatar Helena.

### El reclutament de l'armada grega

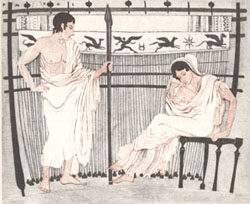
Penèlope pensant una estratègia en presència del seu fill Telèmac

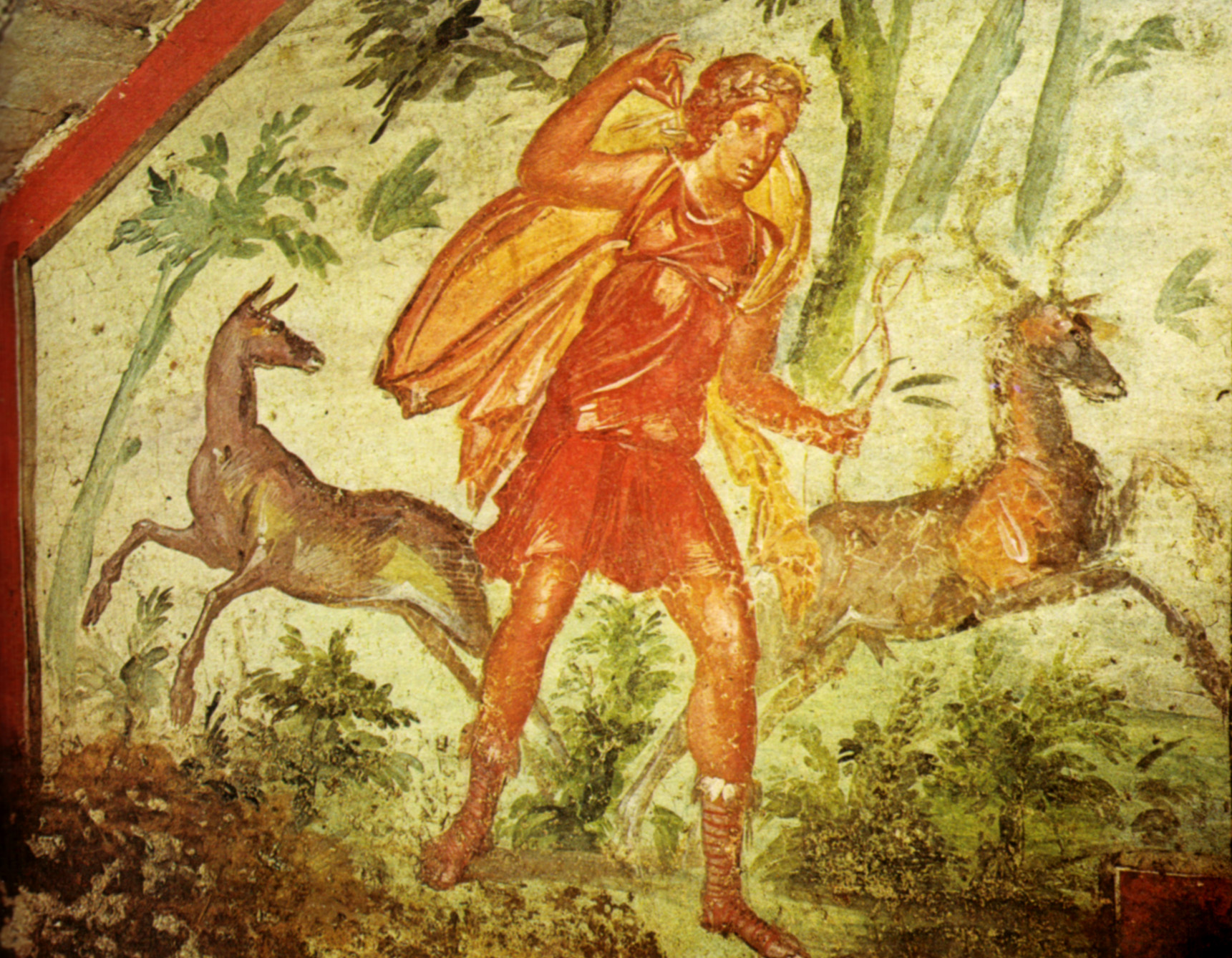
Àrtemis, dea dels animals i la caça

A aquestes altures, Odisseu ja s'havia casat amb Penèlope i acabava de tenir un fill, Telèmac. Per tal d'evitar la guerra, va fingir bogeria, i es va posar a sembrar els seus camps amb sal. Palamedes va desemmascarar-lo posant el seu fill davant l'arada, i Odisseu el va evitar. Un cop descobert l'engany, Odisseu va haver d'anar a la guerra.
Agamèmnon va enviar missatgers a tots els reis de Grècia per tal que anessin a la guerra, però el rei Cinires de Xipre només envià un vaixell de veritat i quaranta-nou de joguina.
L'oracle Calcant havia predit que els grecs no guanyarien sense Aquil·les. La mare d'aquest, Tetis, sabent que Aquil·les moriria si anava a Troia, el va disfressar de dona i el camuflà a la cort del rei Licomedes a Esciros. Odisseu i Àiax el van anar a cercar. Segons una de les històries van fer sonar un corn, i Aquil·les es va revelar saltant endavant i brandant la seva llança per lluitar contra els falsos invasors. Segons una altra, es van fer passar per mercaders que oferien joies i armament, i van descobrir Aquil·les d'entre totes les dones perquè va quedar-se sol contemplant el mostrari equivocat.
Al capdavall, una flota de més de mil naus va ser aplegada, sota el comandament d'Agamèmnon. Però quan van arribar a Àulida, els vents van amainar. Calcas va dir que la dea Àrtemis estava castigant Agamèmnon per haver matat un cérvol sagrat (o haver matat un cérvol en terra sagrada), i haver-se vantat de ser millor caçador que ella. L'única manera d'apaivagar Àrtemis, va dir, era sacrificar la filla d'Agamèmnon, Ifigenia. Segons algunes versions ho va fer, mentre que d'altres afirmen que sacrificà un cérvol en lloc seu.

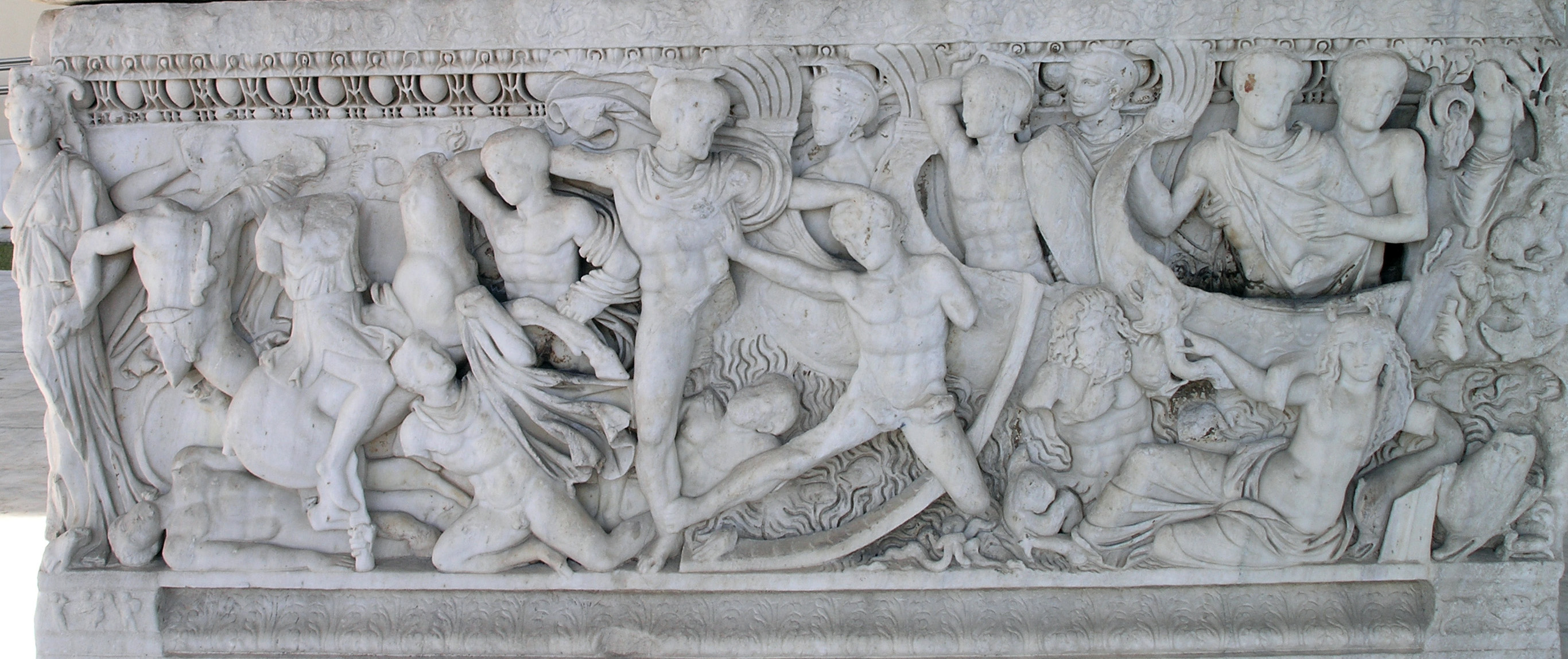
Combat als vaixells davant de Troia

Els grecs també van portar els ossos de Pèlops, pare d'Atreu i avi d'Agamèmnon i Menelau, per ajudar-los a guanyar la guerra, car un oracle afirmava que serien necessaris per a la victòria.
Les forces gregues es troben descrites amb detall al catàleg de naus del segon llibre de la Ilíada. Consisteixen en 28 contingents de la Grècia continental, el Peloponnès, les Illes dodecaneses, Creta i Ítaca, fent un total d'uns 100.000 soldats.
Les forces troianes també estan llistades en el segon llibre de la Ilíada, i consisteixen en els mateixos troians, liderats per Hèctor, i en diversos aliats: dardanis, zeleians, adrastis, percotians, pelasgs, tracis, llancers cícons, arquers peonis, halizonts, misis, frigis, meonis, milesis i licis.

## La guerra

### Arribada

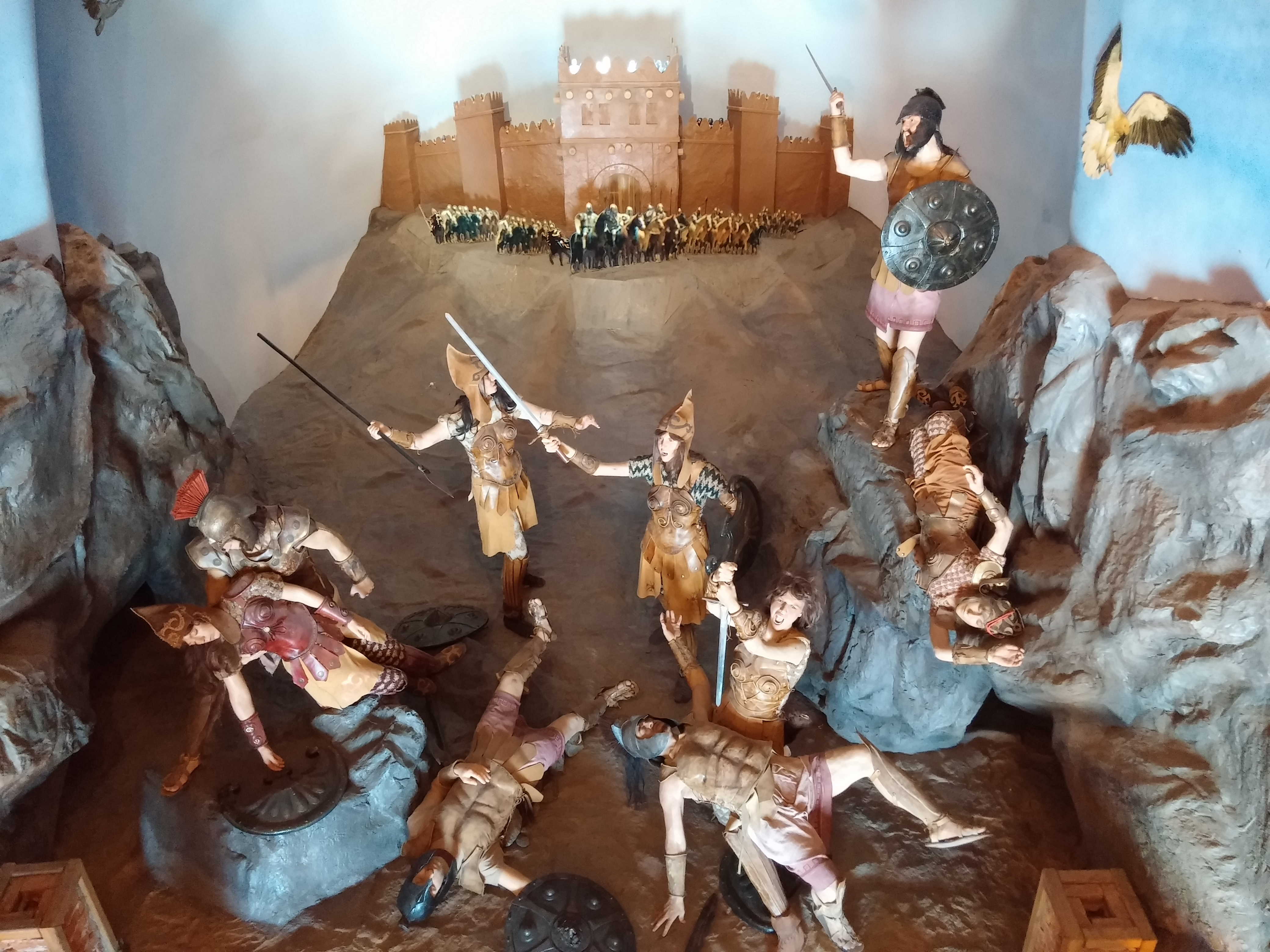
Batalla a l'arribada a Troia

Un oracle havia predit que el primer grec a trepitjar terra troiana seria el primer a morir. Protesilau, líder dels filacians, va complir la profecia; fou l'abanderat dels grecs fins que va caure mort per la llança d'Hèctor. Amb tot, els assaltants van poder construir una tanca de fusta i un campament militar a la platja, prop dels vaixells de rems.
Després de la batalla, els grecs van fer a Protesilau un funeral de déu, i Hermes el va portar a veure per últim cop la seva esposa abans d'endur-se'l a l'hades. La seva dona, Laodamia, va voler acompanyar-lo a la mort. Després de la mort de Protesilau, el seu germà Podarces va afegir-se a la guerra en lloc seu.
Veient les immenses muralles de Troia, els grecs van decidir posar setge a la ciutat fins que es rendís. Durant aquests anys de setge va haver-hi batusses ocasionals, tant amb els troians com amb els seus aliats; Àiax saquejà per dos cops Tràcia i Aquil·les comandà expedicions a les ciutats pròximes de Lesbos, Focea, Colofó, Esmirna, Clazòmenes, Cime, Egíal, Dardània, Tenos, Adramítion, Colones, Antandros i Tebes d'Hipoplàcia.

### Criseida i Briseida

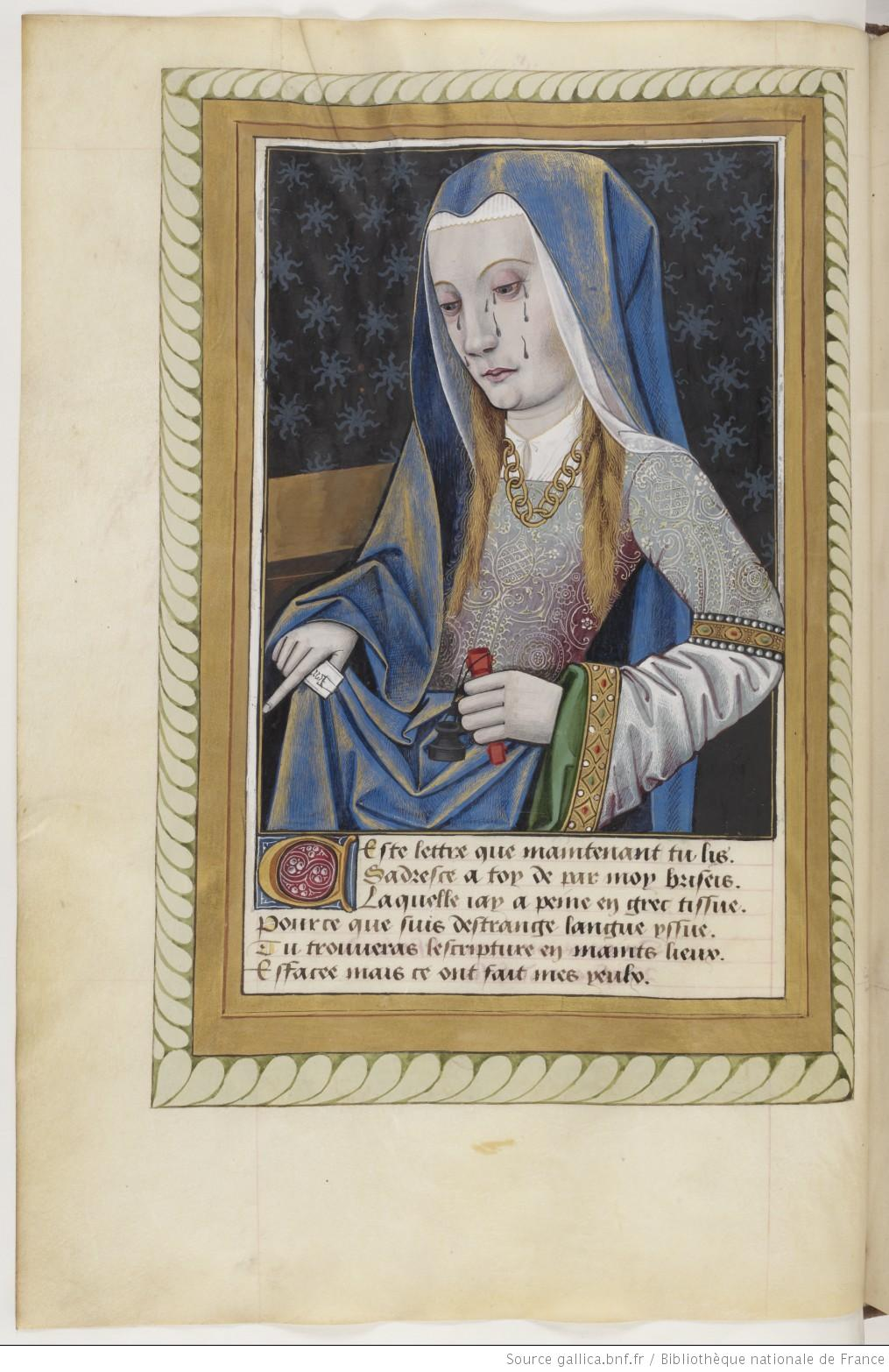
Briseida

Com a comandant en cap, a Agamèmnon li pertocava escollir primer el botí i va emportar-se'n com a esclava Criseida, mentre que Aquil·les escollí Briseida.
Però Criseida era filla de Crises, un sacerdot d'Apol·lo. El sacerdot va oferir un enorme rescat per la seva filla, però en ser rebutjat va pregar a Apol·lo que castigués els grecs. L'exèrcit grec va ser assotat per una plaga, i Agamèmnon es va veure obligat a retornar Criseida.
Agamèmnon va exigir que en compensació a l'esclava que havia perdut, se li donés Briseida, de la qual Aquil·les s'havia acabat enamorant. Ofès i indignat amb Agamèmnon, Aquil·les es va negar a lluitar i va abandonar l'exèrcit dels grecs.
Tot i que els grecs estaven destinats a guanyar la guerra, Aquil·les va demanar a la seva mare Tetis que intervingués davant de Zeus demanant-li que els grecs no poguessin vèncer fins que Agammèmnon no li hagués demanat perdó. L'endemà els grecs van ser durament castigats en la batalla i tots els guerrers principals excepte Àiax van rebre ferides importants que els impedien continuar lluitant aquella jornada. Els troians, liderats per Hèctor, avançaven imparables cap al campament grec.
Ja que Aquil·les es negava a lluitar, el seu amic Pàtrocle va demanar-li les armes perquè els troians es pensessin que Aquil·les havia tornat a la guerra. Li va deixar les seves armes. Hèctor, pensant-se que Patrocle era Aquil·les, va matar-lo i es va quedar amb l'armadura d'Aquil·les. Embogit per la ràbia, Aquil·les va anar a venjar-se'n. Va posar-se una nova armadura que Tetis havia encarregat a Hefest; va matar Hèctor i va arrossegar el seu cos nu amb un carro donant tres voltes a les muralles de Troia sota la mirada de tota la seva família. No va voler tornar el cos als troians per fer els ritus funeraris. Príam, amb la protecció dels déus, va anar personalment a veure Aquil·les i li va suplicar que li tornés el cos del seu fill. Aleshores Aquil·les se'n compadí, ja que li recordava el seu pare, i es va concedir una treva de dotze dies per poder fer els funerals d'Hèctor.

### La mort d'Aquil·les

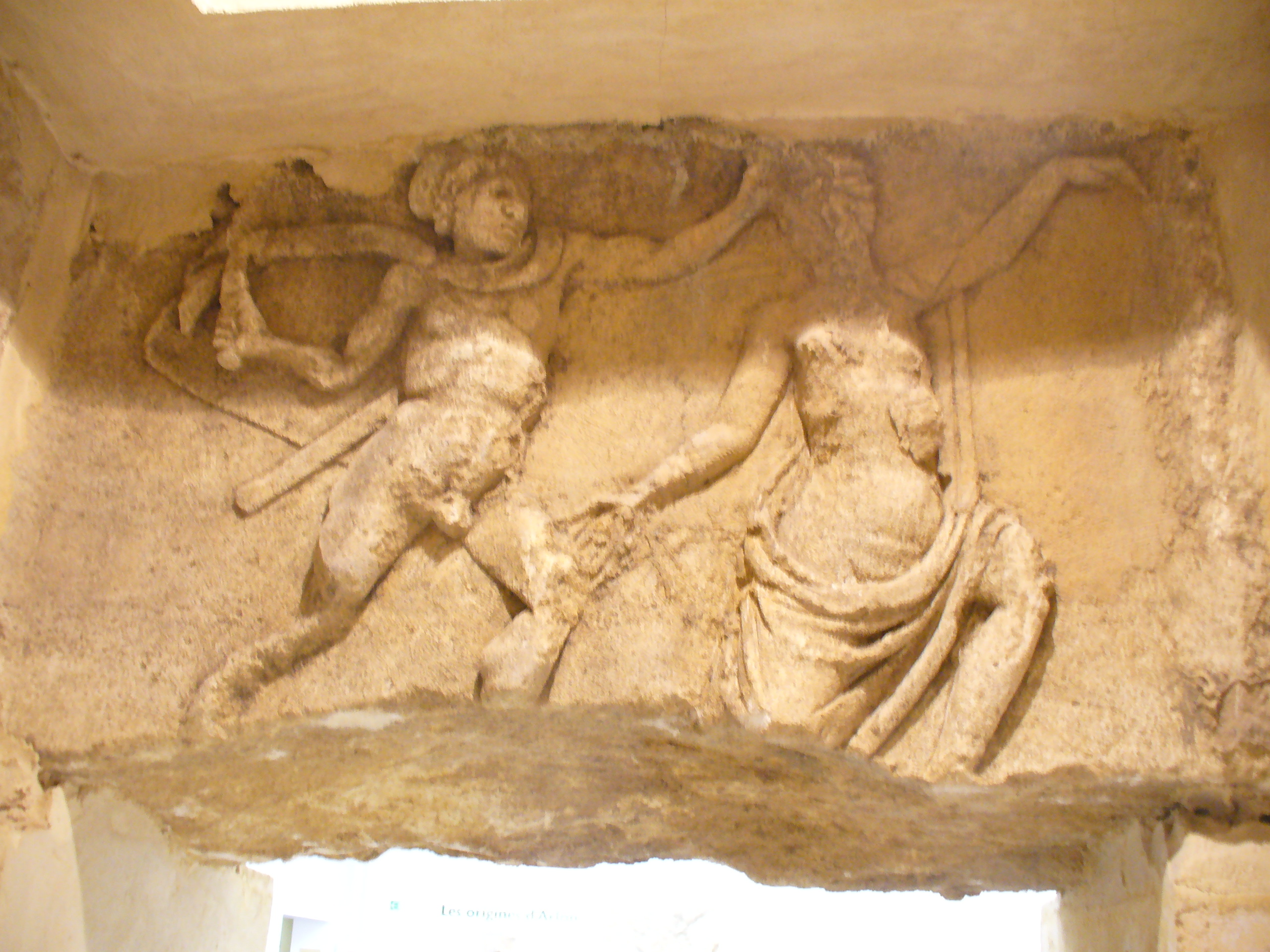
Lluita entre Aquil·les i Pentesilea

Després de la mort d'Hèctor, Aquil·les va vèncer a Mèmnon d'Etiòpia, Cicne de Colones i la guerrera amazona Pentesilea. Durant aquesta sèrie de campanyes victorioses, Paris va matar-lo mitjançant una fletxa enverinada que va ser guiada per Apol·lo fins al seu taló. Com que se'l va matar per l'esquena i amb la intervenció d'un déu, es considera que Aquil·les va morir sense haver estat mai vençut en el camp de batalla. Els seus ossos es van barrejar amb els de Patrocle, i es van celebrar jocs funerals en el seu honor.

### L'armadura d'Aquil·les i la mort d'Àiax
L'armadura d'Aquil·les va ser objecte d'una lluita entre Odisseu i Àiax. Van competir per ella i al final va guanyar Odisseu. Àiax es va tornar boig de ràbia i va saltar enmig d'un dels ramats dels grecs (pensant-se que eren els seus camarades) i es va posar a matar ovelles. Després, es va suïcidar.

### El cavall de Troia

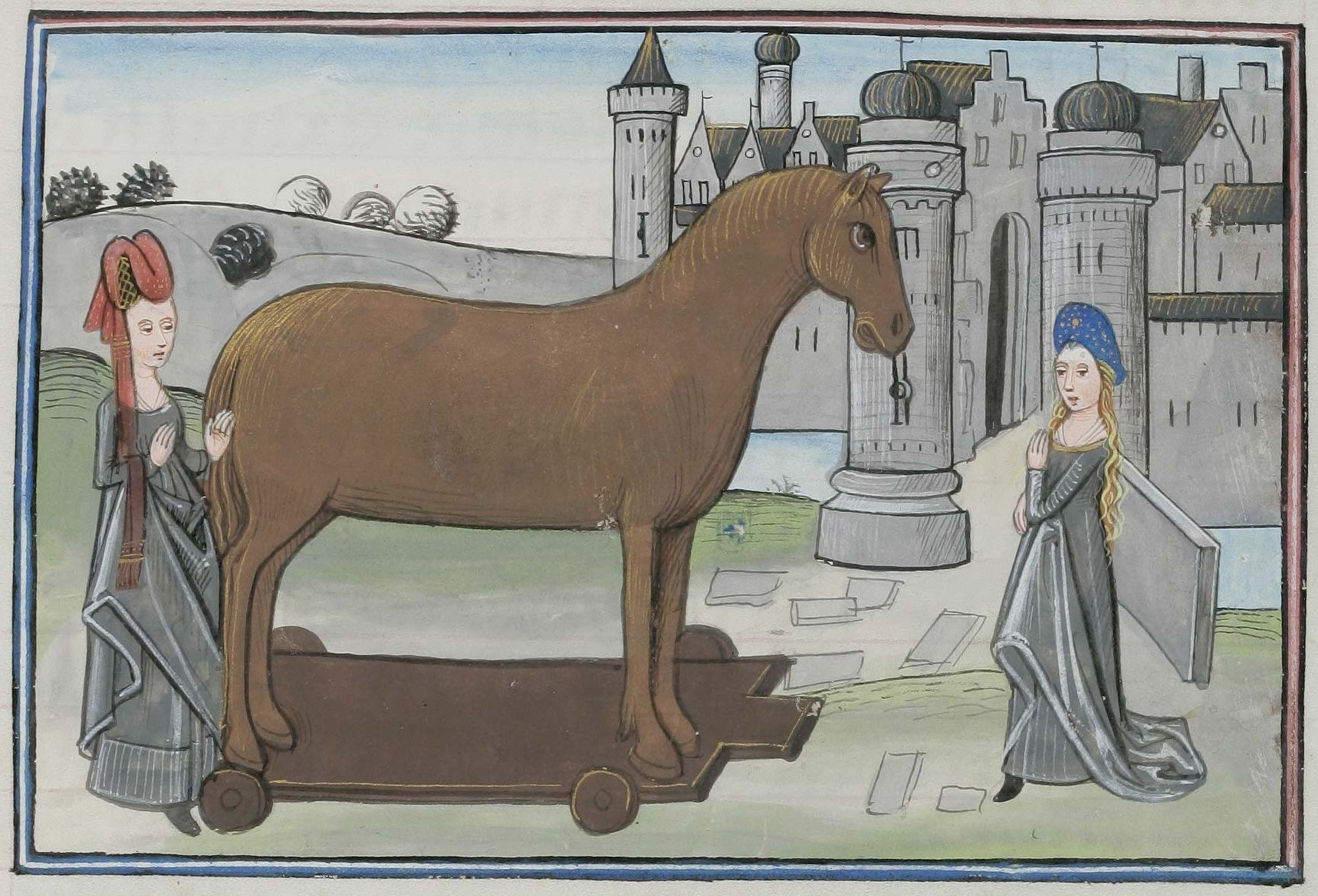
Il·lustració medieval del cavall de Troia

El final de la guerra va arribar amb l'episodi del cavall de Troia. Els grecs (o Odisseu, segons alguns escrits) van planejar la construcció d'un cavall de fusta, animal que era sagrat per als troians. Va ser construït per Epeu i alguns dels guerrers grecs van amagar-s'hi dins (Odisseu, Leonteu, Menelau, Diomedes, Neoptòlem i disset més). La resta de l'armada grega va simular abandonar el setge i els troians van interpretar el cavall com un oferiment de pau. Un espia grec, Sinó, va convèncer els troians que el cavall era un regal fent callar els advertiments de Laocoont i Cassandra. Com que el cavall era tan gran que no passava per la porta de la ciutat, van enderrocar part de la muralla per fer-lo entrar.
Els troians, eufòrics que el setge de deu anys s'hagués acabat, van passar una nit de disbauxa i celebració. Quan els grecs van sortir de l'interior del cavall, la ciutat estava en plena ressaca i la van prendre fàcilment. El saqueig va durar tres dies i tres nits, i es van matar tots els homes i nens (incloent-hi els nadons), i es van esclavitzar totes les dones i nenes. Les riqueses van ser saquejades, i l'esplendorosa ciutat va quedar reduïda a un munt de runa. Aquests fets es narren al poema Iliupersis.

## El retorn

Els germans d'Ifigènia, Electra i Orestes, a la tomba del seu pare, Agamèmnon, que va morir en mans de la seva dona i mare dels germans, Clitemnestra. Ells la mataran per venjar el seu pare.

- Agamèmnon va tornar a casa amb Cassandra, que havia pres com a concubina després que hagués estat violada per Àiax el menor. La seva dona, Clitemnestra (germana d'Helena de Troia) tenia una relació amb Egist, net del cosí d'Agamèmnon, que havia usurpat Argos abans de la guerra. Ja sigui perquè el seu afer no fos descobert, o per venjar-se del sacrifici d'Ifigenia, Clitemnestra va conspirar amb el seu amant per assassinar Agamèmnon. Cassandra va predir l'assassinat i va avisar Agamèmnon, però ell no li va fer cas i el van matar juntament amb Cassandra. El fill d'Agamèmnon, Orestes, que no es trobava a Argos, va tornar-hi i va conspirar amb la seva germana Electra per venjar el seu pare. Van matar Clitemnestra i el seu amant Egist, i Orestes va recuperar Argos, i esdevingué rei de tot el Peloponès.
- Menelau i la seva flota es van veure sorpresos per tempestes que els van obligar a retirar-se a Xipre primer i després a Fenícia, Etiòpia, Líbia i Faros (Egipte), i un cop allà no en van poder sortir per manca de vent durant divuit anys. Manelau va haver de capturar un déu marí perquè li revelés quins sacrificis i a quins déus havia de fer perquè se li permetés tornar a casa. Menelau va tornar a casa amb Helena de Troia, on van tenir una filla: Hermíone.
- Idomeneu també va ser desgraciat. La seva dona Meda va triar com a amant Leuc, que la va assassinar i va usurpar el tron. Idomeneu, tornant de Troia, es va trobar enmig d'una terrible tempesta. Va prometre a Posidó que sacrificaria en honor seu el primer ésser viu que veiés en arribar a casa si li salvava la nau. En tornar a casa, el primer que va veure va ser la seva pròpia filla, i Idomeneu va sacrificar-la diligentment. Els déus es van enutjar davant l'assassinat d'un propi fill, i van exiliar-lo a Calàbria.
- Diomedes va arribar a Argos solament amb quaranta dels seus guerrers. Es va trobar que l'amant de la seva dona li havia usurpat el tron i no pogué fer-hi res. Va marxar amb Idomeneu cap a Calàbria i després va fundar la ciutat de Brentèsion.

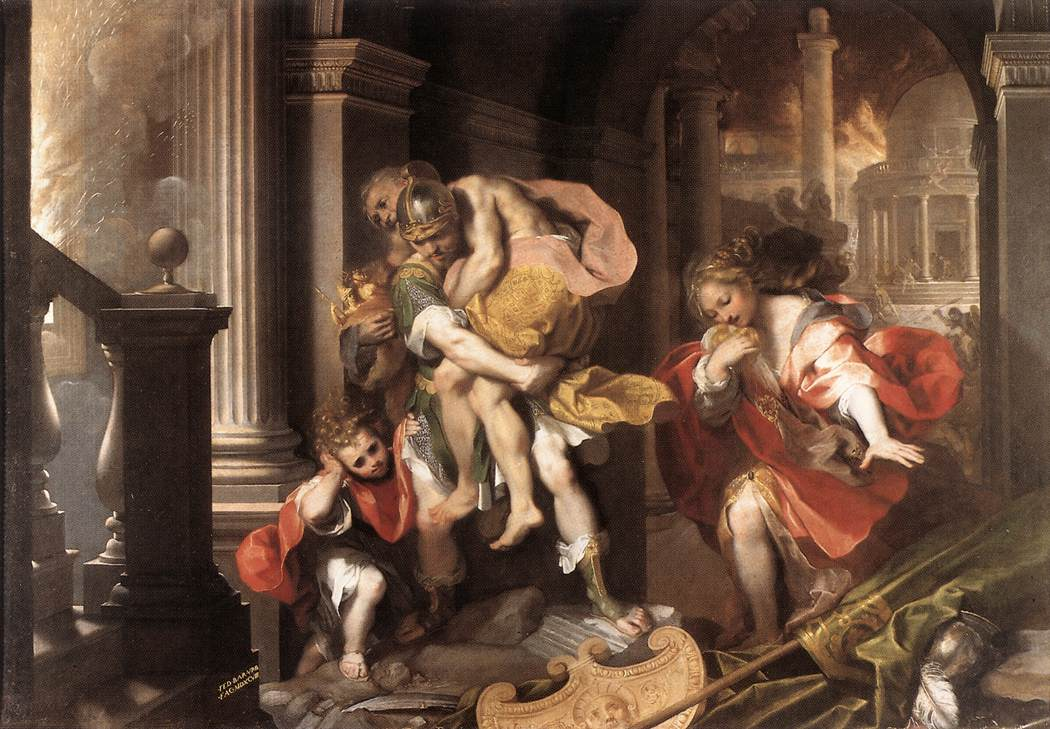
Enees fugint de Troia en flames, per Federico Barocci (1598)

- Enees, cosí del rei Príam, fill d'Afrodita, i un dels comandants de Troia durant la defensa, va liderar un grup de supervivents en la fugida de la ciutat. Entre aquests supervivents hi havia el seu fill Ascani, el seu pare Anquises, el sanador Iafix i el trompeter Misè. La seva esposa Creüsa va morir durant el saqueig de la ciutat. Van fugir de Troia amb alguns vaixells amb la intenció d'establir una nova ciutat lluny d'allí. Després de diverses aventures relatades en el poema èpic L'Eneida, del poeta Virgili, van arribar a les boques del Tíber a la península Itàlica. Van aliar-se amb una tribu local, i Enees es casà amb Lavínia, filla del seu rei Llatí i en honor d'aquesta Eneas va fundar la ciutat de Lavinium. Després combateren amb altres tribus de la zona i al final van poder fundar la colònia d'Alba Longa, governada per Enees. Segons la mitologia romana, al cap de tres-cents anys, els descendents Ròmul i Rem fundarien Roma.

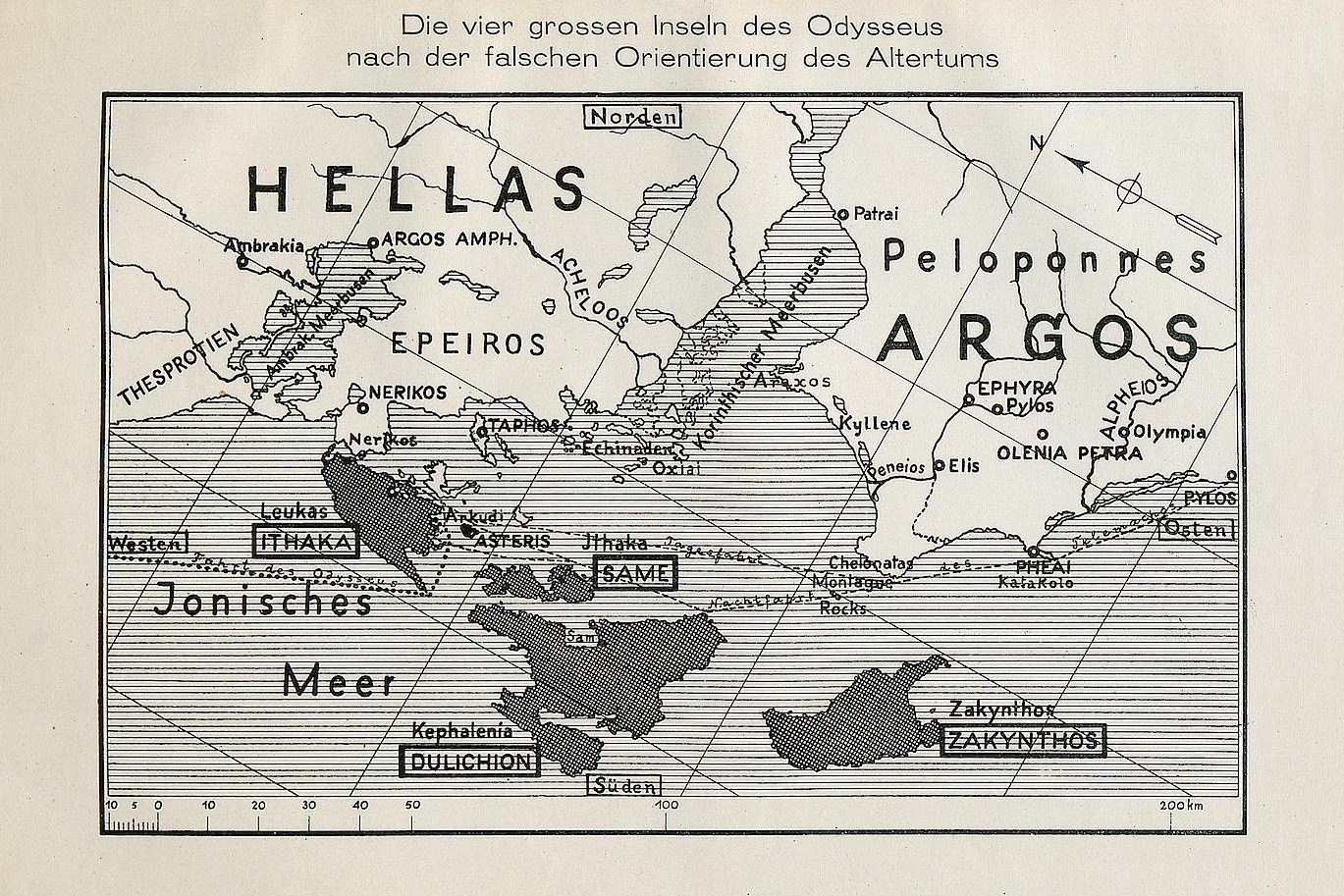
Mapa d'Ítaca

- Pel que fa a Odisseu, hi ha dues versions del seu retorn:
  - la versió més antiga conta que en els seus intents de tornar a seva illa d'Ítaca, va haver de passar per una pila d'aventures i contratemps, que van allargar el viatge fins a deu anys. En arribar a Ítaca, la seva dona Penèlope tenia quinze amants. Odisseu va marxar cap Etòlia disgustat fins que, al cap de deu anys més, va tornar a casa. En baixar del vaixell, el seu fill Telèmac el va confondre amb un pirata i el va matar;
  - la segona versió és la més coneguda, la història narrada per Homer en el seu poema èpic de l'Odissea: durant el viatge, va ser castigat per Posidó per haver tret l'ull al seu fill, el ciclop Polifem. Va haver de passar moltes altres aventures, però finalment va poder arribar a Ítaca i recuperar la seva esposa Penèlope, que estava assetjada per una cort de pretendents que volien esposar-la. Amb l'ajuda del seu fill Telèmac els mata a tots i es reinstaura l'ordre domèstic amb Odisseu com a rei.

## Datació
Els antics posaren gran interés en la datació de la guerra, però romangueren lluny de trobar un consens. Així, entre la datació proposada per Duris de Samos (1344-1334 aC) i la de Demòcrit (1160-1150 aC) s'insereixen gairebé totes les datacions: Dicearc (1222-1212), Hel·lànic i la Crònica de Paros (1218-1208), Hecateu i Tucídides (1210-1200), Timeu (1202-1192) i Sosibi (1182-1171); no obstant això, la que tengué més fortuna fou la d'Eratòstenes (1194-1184), seguida per Apol·lodor, Diodor de Sicília, Dionís d'Halicarnàs, Eusebi i Orosi.
Pel que fa al dia de la captura, Cal·lístenes i Hel·lànic opinaven que s'havia produït el dia dotze del mes de Targelió (maig-juny), i Dionís l'argiu donava el vuit del mateix mes, tots basant-se en un vers de la Petita Ilíada que parla de la posició de la lluna el dia de la captura. En canvi, Àgies i Dercil es decantaven pel vuitè de Panem.

## En l'art

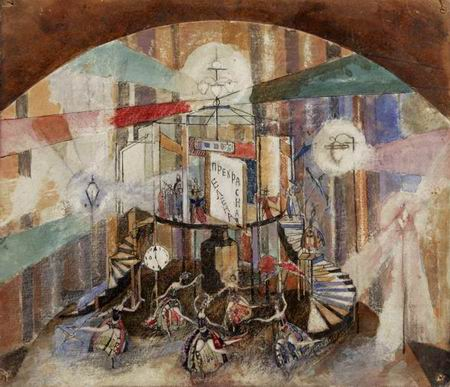
La belle Helene (1924), pintura de G. Jakulov basada en l'òpera del mateix nom.

LiteraturaRobert Graves: La guerra de Troia. Editorial Empúries. ISBN 978-84-7596-063-0.
Cinema
- Helen of Troy (1956), dirigida per Robert Wise.
- La Guerra de Troia (1961), dirigida per Giorgio Ferroni.
- Troia (2004), dirigida per Wolfgang Petersen.

Òpera
- Il ritorno di Ulisse in patria (1641), de Claudio Monteverdi.
- Les Troyens (1858), d'Hector Berlioz.
- La Belle Hélène (1864), de Jacques Offenbach.
- Troilus and Cressida (1954), de William Walton.
- King Priam (1961), de Michael Tippett.